# Liste der Monuments historiques in Blécourt (Haute-Marne)
Die Liste der Monuments historiques in Blécourt führt die Monuments historiques in der französischen Gemeinde Blécourt auf.

## Liste der Immobilien
| Bezeichnung                      | Beschreibung                    | Standort              | Kennzeichnung | Schutzstatus | Datum | Bild           |
| -------------------------------- | ------------------------------- | --------------------- | ------------- | ------------ | ----- | -------------- |
| Kirche Notre-Dame-en-sa-Nativité | aus dem 12. und 13. Jahrhundert | Rue Notre-Dame (Lage) | PA00078951    | Classé       | 1862  | weitere Bilder |

## Liste der Objekte
| Bezeichnung                            | Beschreibung | Standort                                       | Kennzeichnung | Schutzstatus | Datum | Bild |
| -------------------------------------- | --- | ---------------------------------------------- | ------------- | ------------ | ----- | ---- |
| Glockenrad                             | Schmiedeeisen, 17. oder 18. Jahrhundert | in der Kirche Notre-Dame-en-sa-Nativité (Lage) | PM52000120    | Classé       | 1984  |      |
| Chorgestühl                            | Holz, 18. Jahrhundert | in der Kirche Notre-Dame-en-sa-Nativité (Lage) | PM52000116    | Classé       | 1975  |      |
| Weihwasserbecken                       | umgearbeitetes Kapitell; Stein, Anfang des 13. Jahrhunderts | in der Kirche Notre-Dame-en-sa-Nativité (Lage) | PM52000118    | Classé       | 1984  |      |
| Kruzifix                               | Holz, farbig gefasst, 16. Jahrhundert | in der Kirche Notre-Dame-en-sa-Nativité (Lage) | PM52001361    | Classé       | 1985  |      |
| Skulptur Sitzende Madonna mit Kind     | Eichenholz, farbig gefasst, 13. Jahrhundert; gestohlen | in der Kirche Notre-Dame-en-sa-Nativité (Lage) | PM52000115    | Classé       | 1958  |      |
| Orgel                                  | Haupteintrag für PM52000117 | in der Kirche Notre-Dame-en-sa-Nativité (Lage) | PM52001486    | Classé       | 1981  |      |
| Instrumentalteil der Orgel             | 1845 von Jean-Baptiste Stoltz für die Kirche Notre-Dame-des-Victoires in Paris gebaut, 1867 nach Blécourt verkauft und auf der Empore aufgestellt, 1970 in den Chorraum versetzt | in der Kirche Notre-Dame-en-sa-Nativité (Lage) | PM52000117    | Classé       | 1981  |      |
| Orgelempore                            | Eichenholz, 15. oder 16. Jahrhundert | in der Kirche Notre-Dame-en-sa-Nativité (Lage) | PM52000112    | Classé       | 1849  |      |
| Kanzel                                 | Holz, Ende des 17. Jahrhunderts | in der Kirche Notre-Dame-en-sa-Nativité (Lage) | PM52000119    | Classé       | 1984  |      |
| Skulptur Madonna                       | Holz, farbig gefasst und vergoldet, 18. Jahrhundert | in der Kirche Notre-Dame-en-sa-Nativité (Lage) | PM52001362    | Classé       | 1985  |      |
| Skulptur Madonna mit Kind              | Holz, farbig gefasst, 13. Jahrhundert | in der Kirche Notre-Dame-en-sa-Nativité (Lage) | PM52000113    | Classé       | 1903  |      |
| Weihwasserbecken mit Kreuzigungsrelief | Gusseisen, 16. Jahrhundert | in der Kirche Notre-Dame-en-sa-Nativité (Lage) | PM52000114    | Classé       | 1908  |      |